# 天問 (塞內卡)
《天問》（拉丁語：Naturales quaestiones）是塞內卡大約在西元65年撰寫的一本自然界的百科全書，但是這本書比大約十年之後老普林尼寫的博物誌簡短。

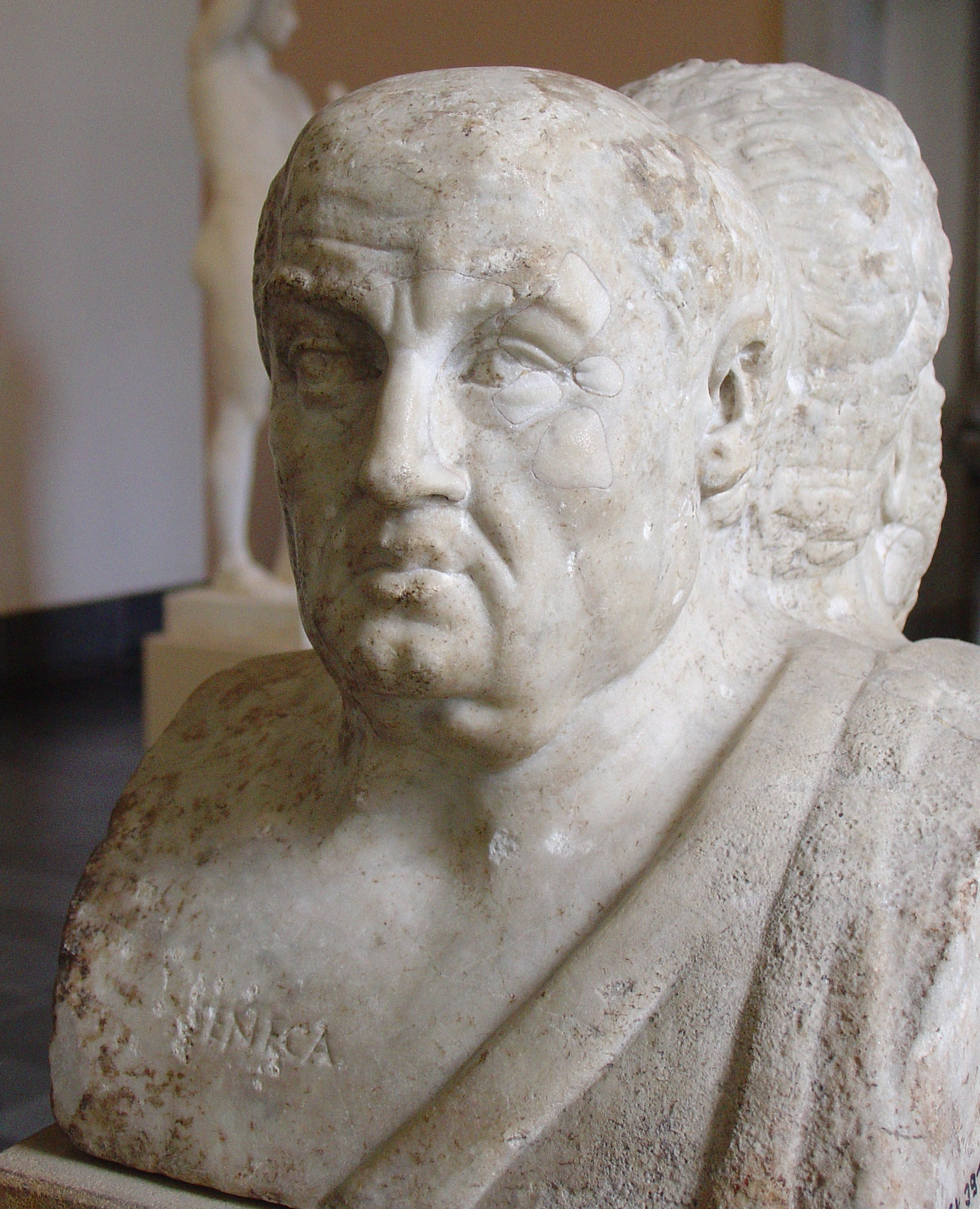
古代的塞內卡半身像，是雙面的赫爾密斯方形石柱的一部分（藏於柏林的古希羅文物館）。

## 內容
這本書是小塞內卡大約在西元65年針對小卢基里乌斯撰寫的，是對羅馬的工程、科學有所著墨的少數書籍。它並非系統性的工作，只是由許多不同的作者撰寫，有關希臘與羅馬的自然和一些珍奇事物的彙整。第一章涉及流星、暈、彩虹、幻日等等；第二章是雷和閃電；第三章談水，順帶一提，這本書還描述了羅馬的換熱器，被稱為「龍（拉丁文：dracones）」或「汗疹」；在幾乎結尾時描述了駭人聽聞的大洪水。在這章裡還有許多令人感興趣的註解，古代的河流並不如我們想像的淳樸：例如，當數千人在阿非歐斯河的河堤上進行奧運會時，這條河流就變得污穢不堪。第四章講到冰雹、雪翰冰；第五章是風；第六章是地震和尼羅河的的源頭；第七章就是彗星。道德的言論散布在所有書的的各處，但實際上整個的設計似乎是要從自然知識中尋找倫理的基礎。
有許多附帶和有趣的評論，例如提到使用螺旋管環繞著爐子將水加熱的裝置。在講到水的同一個段落（第三章），直接指出在浴室中安裝著炕。

## 挑選出的問題
如果他不能提出和超越前人的問題，人就毫無存在的價值；在拉丁文："Quam despecta res est homo, nisi supra humana surrexerit"。
神是甚麼？你看得見的以及你看不見的任何東西都是；在拉丁文："Quid est deus? Quod vides, totum, et quod non vides, totum"。
地球只是一個點，但多少國家在這上面，並為它而永無休止的爭戰著。人類的眼界之間是多麼的可笑！在拉丁文：Hoc est illud punctum, quod inter tot gentes ferro et igne dividitur? O, quam ridiculi sunt mortalium termini!"
在第三章，以諷刺的註解描述大洪水的結束："... 所有的動物都從滿目瘡痍中重新創建，地球上也有了新的人類，誰知道新誕生的環境是否更好，是否不再有罪犯。它們是無罪的只是不熟練，不久的將來他們就會適應，而邪惡會潛入。美德是很難找到的，需要管理和指引；學習罪惡，是不需要教導的"。在拉丁文："... omne ex integro animal orietur, dabiturque terris homo inscius sceleris et melioribus auspiciis natus. Sed illis quoque innocentia non durabit, nisi dum novi sint; cito nequitia subrepit. Virtus difficilis inventu est, rectorem ducemque desiderat; etiam sine magistro vitia discuntur."
在地震的那一章，塞內卡想像Lucilius 的問題提出科學的價值："這是甚麼 － 你問 － 是辛勞的獎勵嗎？它最大的回報是，知道自然"。在拉丁文："Quod, inquis, erit pretium operae? Quo nullum maius est, nosse naturam."

## 進階讀物
- Seneca, Naturales Quaestiones: Bks. I-III, v. 1. Loeb Classical Library
- Seneca, Naturales Quaestiones: Bks. IV-VII, v. 2. Loeb Classical Library
- Seneca, "Ricerche sulla Natura", a cura di Piergiorgio Parroni, Arnoldo Mondadori Editore, a recent (2010) edition with a fine comment.

## 外部連結
- Naturales Quaestiones Web Texts （页面存档备份，存于）
- Physical science in the time of Nero; being a translation of the Quaestiones naturales of Seneca, (1910). Translated by John Clarke, with notes by Archibald Geikie, at the Internet Archive.